# Euproctosia cretata
Euproctosia cretata là một loài bướm đêm thuộc phân họ Arctiinae, họ Erebidae.